# Zoutkeetsplein
Het Zoutkeetsplein is een plein in Amsterdam-West.

## Ligging en geschiedenis
Het plein als zodanig is al zichtbaar op de stadsplattegrond van Balthasar Florisz. van Berckenrode; het is dan 1625. Hier stonden toen vooral pakhuizen voor zout die aan de Zoutkeetsgracht stonden. Voorts was er een lijnbaan. Het terrein werd afgesloten met Bolwerk De Bogt met molen De Vervanger. Bolwerk en molen (brandde af) verdwenen midden 19e eeuw om plaats te maken voor ontspanningsgelegenheid Weltevreden (etablissement en park). Toen Amsterdam grond nodig had voor woningbouw verdween dat complex weer. De naam Zoutkeetsplein werd vastgelegd op 2 september 1913.  Het is dan een open ruimte in de hoek van de Zoutkeetsgracht en Houtmankade, waarop ook de Barentsztraat uitkomt. De belangrijkste aankomstroute is de Planciusstraat met de Zoutkeetsbrug.

## Gebouwen
Ongeveer dertig jaar voor de naamgeving werd hier gebouwd aan woningen eigenlijk bestaand uit zes delen:
- Zoutkeetsplein 1-7; een gemeentelijk monument
- Zoutkeetplein 9, een kiosk uit 2019
- Zoutkeetsplein 2-14, gebouwen uit 1882
- Zoutkeetsplein 66-74, vermoedelijk uit dezelfde periode, maar uitgebreid gerenoveerd in 1990
- Zoutkeetplein 82, transformatorhuisje uit 1954
- Houtmankade 159-161, hoekpand; vermoedelijk uit dezelfde periode, maar uitgebreid gerenoveerd in 1990.

Alle winkels en woningen kennen de typische bouwstijl uit het laatste kwart van de 19e eeuw.

## Kunst
Op het plein zijn meerdere vormen van kunst in de openbare ruimte aan tafel te vinden:
- een tegel uit de bolwerkenroute
- Apen aan tafel van Merijn Bolink (2005)
- De boom valt op mij van Timon Hagen (2024)
- speeltoestellen

Vanaf de jaren zeventig stond op dit plein een groot speeltoestel met evenwichtsbalken en speeltafels naar ontwerp van Aldo van Eyck. Net als elders in de stad verdwenen die net zo stil als ze gekomen waren. In 1990 stonden ze er nog.  Een hulppolitiepost kwam en ging al eerder.

## Afbeeldingen

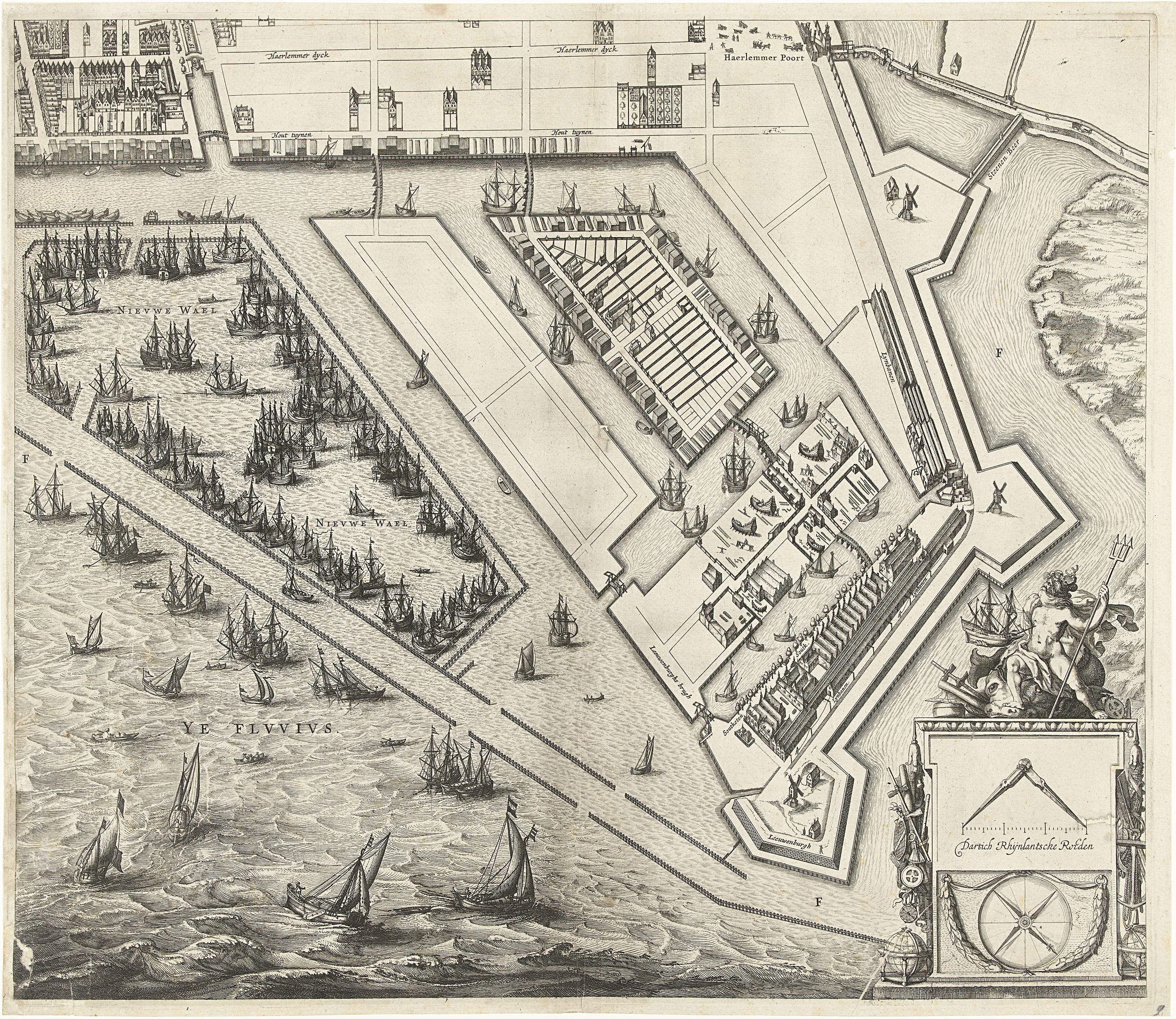
Kaartfragment Van Berckenrode met rechts boven de passer, een open ruimte met bolwerk (1625)
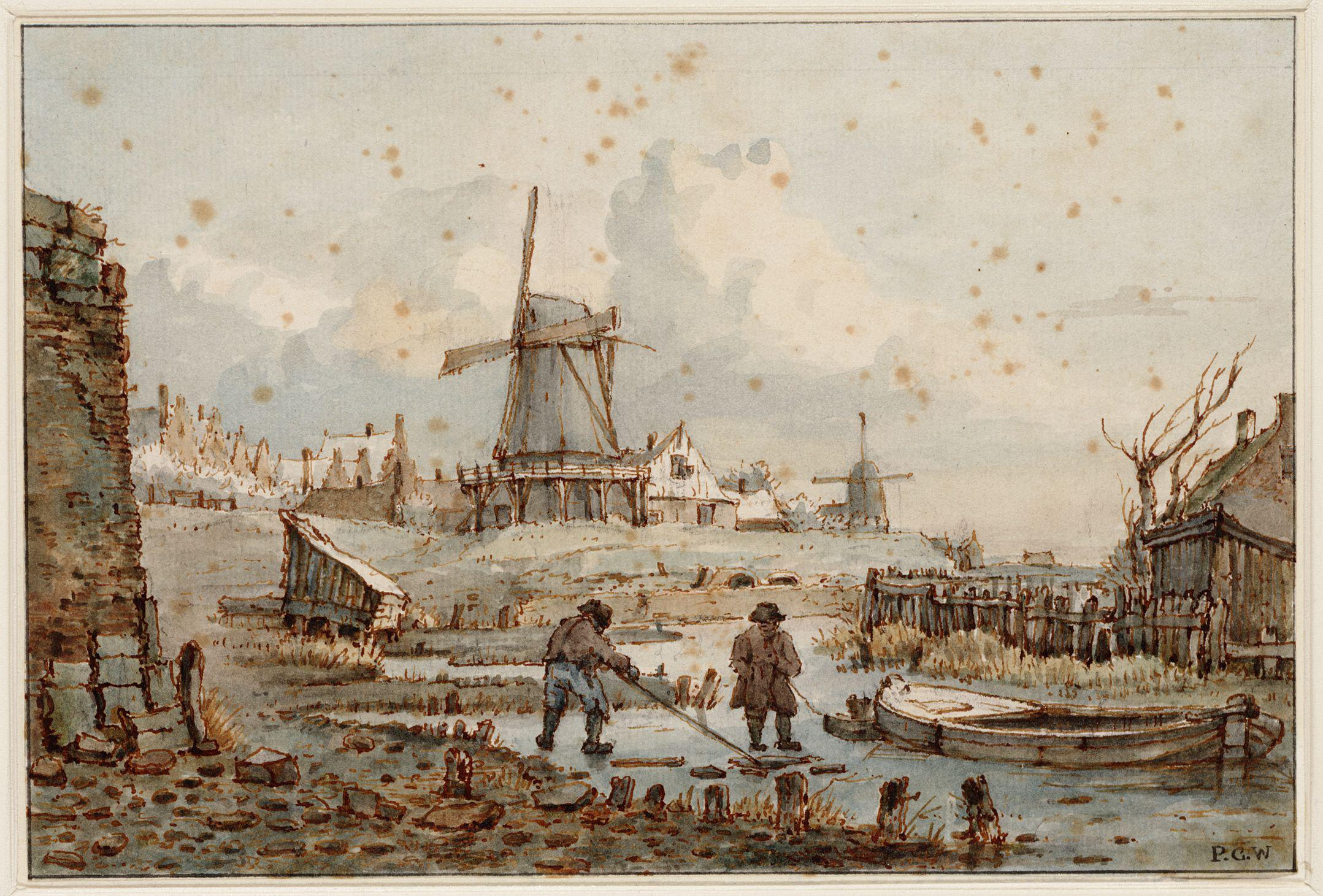
Molen de Vervanger (1815)
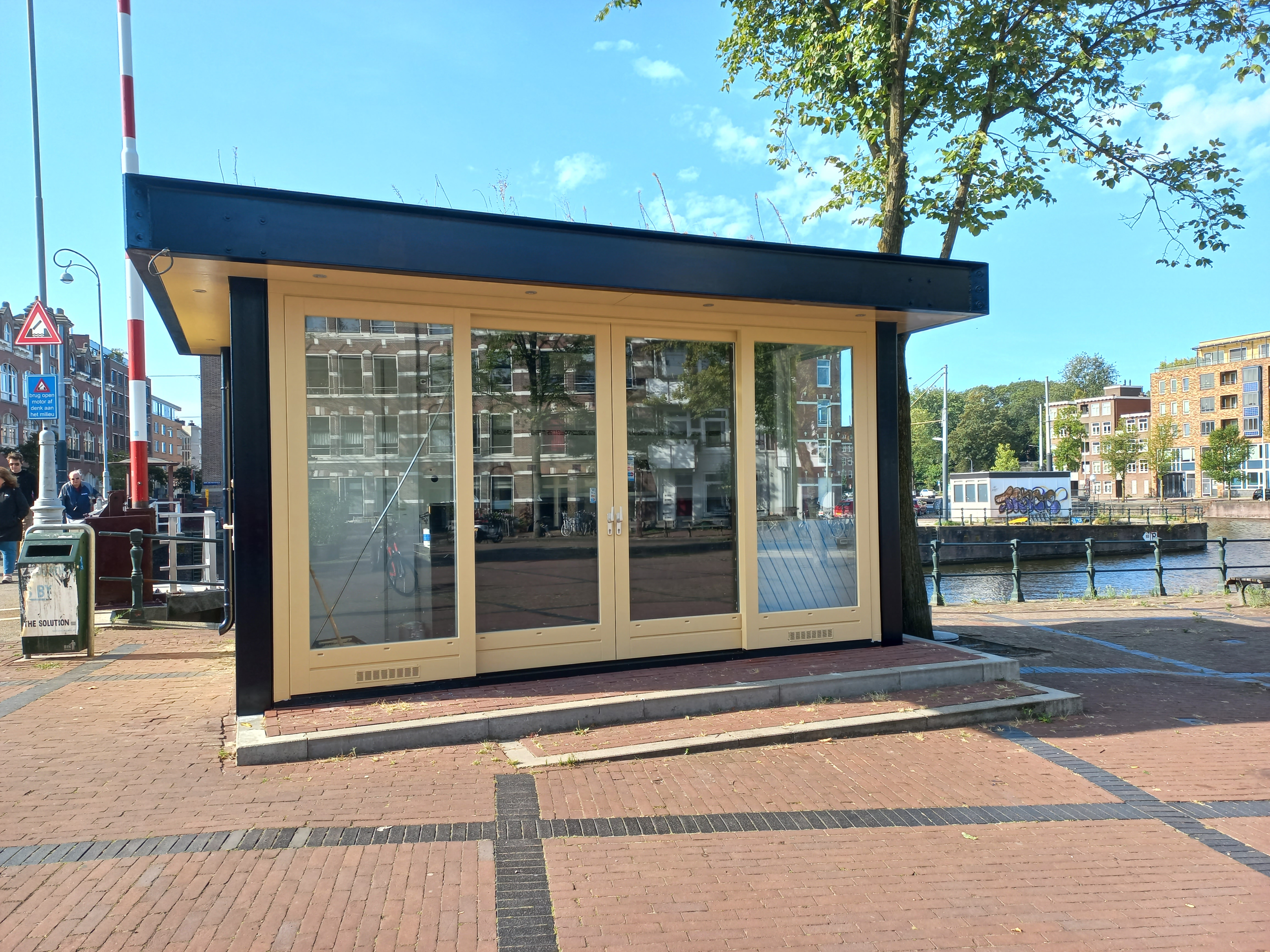
Moderne kiosk (augustus 2024)